# Belcher (Luisiana)
Belcher é uma vila localizada no estado americano de Luisiana, na Paróquia de Caddo.

## Demografia
Segundo o censo americano de 2000, a sua população era de 272 habitantes. 
Em 2006, foi estimada uma população de 271, um decréscimo de 1 (-0.4%).

## Geografia
De acordo com o United States Census Bureau tem uma área de 
4,0 km², dos quais 4,0 km² cobertos por terra e 0,0 km² cobertos por água.

## Localidades na vizinhança
O diagrama seguinte representa as localidades num raio de 16 km ao redor de Belcher. 